# 加藤大喜
加藤 大喜（かとう だいき、1992年6月1日 - ）は、日本のフルコンタクト空手家。
NPO法人全世界空手道連盟新極真会（新極真会）に所属し、10代から国内外の大会で活躍した。
2011年から2023年にかけて第10回・11回・12回・13回全世界空手道選手権大会（世界大会）に日本代表として出場し、2019年の第12回大会で第3位入賞を果たした。2023年の第13回世界大会をもって現役を引退した。

## 来歴
愛知県出身。小学4年生の時、空手とボクシングの経験者である父の勧めで新極真会愛知山本道場に入門した。
当初は空手が嫌いで道場に行く日にはため息ばかりだったが、デビュー戦の交流試合で初戦敗退した悔しさから前向きに稽古に取り組むようになったという。
高校生までに頭角を現し、19歳だった2011年には全日本ウェイト制空手道選手権大会（第28回大会）中量級で準優勝し、同年の第10回世界大会日本代表にも選出された。以降、国内トップクラスの実力を持ちながら主要大会であと一歩優勝に届かない試合が続き、2012年の全日本大会（第44回大会）で3位、全日本ウェイト制大会（第29回大会）中量級で3位、2013年の全日本大会（第45回大会）で準優勝など「準優勝」の文字がプロフィール欄に並ぶ状況が続いた。
2013年4月の第5回世界ウェイト制空手道選手権大会（リトアニア開催）では中量級準優勝に輝いたが、地元リトアニアのオレスト・プロックに決勝で敗れている。
2015年、第2回全日本フルコンタクト空手道選手権大会（JFKO主催、男子軽重量級）で悲願の初優勝を飾り、この勝利で自身に付いていた「シルバーコレクター（銀メダル収集家）」という不名誉な異名を返上した。
2018年の第50回全日本大会で3位に入賞するなど安定した戦績を残した。2019年11月、東京で開催された第12回世界大会では第3位入賞を果たし、日本代表主将の島本雄二や欧州王者マシエ・マズールらに次ぐ成績を収めた。
その後も国内大会で上位に名を連ね、2020年11月の第52回全日本大会では入来建武に次ぐ準優勝となっている。 2023年10月、第13回世界大会（東京体育館）に出場。この大会を最後に加藤は現役を引退することを表明し、日本代表のエースとして長年活躍した入来建武や同世代の落合光星・亀山真らとともに競技生活に幕を下ろした。

## 戦績（主な大会成績）
2011年：第28回オープントーナメント全日本ウェイト制空手道選手権大会 中量級 準優勝
2012年：第44回オープントーナメント全日本空手道選手権大会 第3位
2012年：第29回全日本ウェイト制空手道選手権大会 中量級 第3位
2013年：第45回オープントーナメント全日本空手道選手権大会 準優勝
2013年：第5回世界ウェイト制空手道選手権大会（世界大会）中量級 準優勝
2015年：第2回全日本フルコンタクト空手道選手権大会（JFKO）男子軽重量級 優勝
2017年：第5回全世界ウェイト制空手道選手権大会 中量級 準優勝
2017年　第6回全世界ウエイト制空手道選手権大会　軽重量級　3位
2018年　第1回国際フルコンタクト空手道選手権大会(JFKO) 軽重量級　優勝
2018年：第50回オープントーナメント全日本空手道選手権大会 第3位
2019年：第12回全世界空手道選手権大会 第3位
2020年：第52回オープントーナメント全日本空手道選手権大会 準優勝
※この他、全日本大会（無差別）の入賞歴多数（詳細は主要大会結果参照）。

## 人物
身長176cm・体重86kg。爽やかなルックスと蹴り技を中心とした華麗な組手スタイルから、一見すると苦労や泥臭さを感じさせない「天才肌」の印象を持たれることもあったが、本人は「全然、天才じゃないですよ」と謙遜している。
実際には少年時代から人一倍の稽古を積み重ねており、妹の小也香（後述）によれば「センスがない自分たちは人の倍やらないと勝てない」とのことで、兄妹ともに才能より努力を信条とする。
長年主要大会で優勝に届かない時期には「シルバーコレクター」と揶揄されたが、その間も日本代表として安定した戦績を残し続け、周囲からは粘り強さと闘争心を高く評価されていた。

## 家族
空手一家であり、実妹が二人いる。父親の指導の下、3人きょうだいは幼少より自宅練習場や道場で厳しい稽古を共に積んできた。
妹の加藤小也香（かとう さやか、1993年生）は新極真会愛知中央支部指導員で、15歳で全日本ウェイト制大会初優勝（以後4連覇）を遂げるなど女子選手として活躍し、第46回全日本大会女子優勝・第11回世界大会女子8強・日本代表主将などの実績を持つ。
もう一人の妹加藤千沙（かとう ちさ、1995年生）も空手家で、第30回全日本ウェイト制大会女子軽量級で優勝経験がある。3人全員が世界大会出場を果たしており、家族ぐるみで新極真会のトップ選手として知られる。